# Ramón Mercader

Porträt Mercaders auf seinem Grabstein in Moskau

Jaime Ramón Mercader del Río (* 7. Februar 1913 in Barcelona; † 18. Oktober 1978 in Havanna) war ein spanischer Kommunist und Agent des sowjetischen Geheimdienstes NKWD. Bekannt wurde er als Mörder Leo Trotzkis.

## Leben

### Frühe Jahre
Ramón Mercader wurde als Sohn von María Eustaquia Caridad del Río Hernández und Pau (Pablo) Mercader Marina in Barcelona geboren. Einen Großteil seiner Jugend verbrachte er mit seiner Mutter in Frankreich.
Schon als junger Mann begeisterte er sich für die Idee des Kommunismus. Nachdem er eine kommunistische Organisation gegründet hatte, wurde er am 12. Juni 1935 verhaftet. Bereits 1936 wurde er wieder entlassen. Nachdem seine Mutter Agentin des sowjetischen Geheimdienstes NKWD geworden war, wurde auch er als Agent angeworben. 1937 reiste er nach Moskau, wo er eine militärische Ausbildung erhielt. Im Spanischen Bürgerkrieg kämpfte er als Leutnant an der Aragon-Front und führte im Hinterland der Franco-Armee Partisanenaufträge aus.

### Das Attentat
Den Auftrag, Leo Trotzki zu töten, erhielt Mercader durch den stellvertretenden Direktor der NKWD-Auslandsabteilung Pawel Sudoplatow, der von Stalin persönlich mit der Leitung betraut worden war. Trotzki lebte mit seiner Frau Natalja Sedowa seit 1937 in Coyoacán, einem Vorort von Mexiko-Stadt, seit Mai 1939 in einer alten Villa. Nachdem ein erstes, von David Alfaro Siqueiros angeführtes Attentat auf ihn am 24. Mai 1940 gescheitert war, war das Anwesen zu einer Festung ausgebaut worden.
Bereits zwei Jahre zuvor, im Juli 1938, hatte sich Mercader als vorgeblicher Sohn eines belgischen Diplomaten unter dem Namen Jacques Mornard in Paris das Vertrauen von Sylvia Ageloff, einer amerikanischen Anhängerin Trotzkis, erschlichen. Ihr folgte er in die USA, wobei er mit einem gefälschten kanadischen Pass einreiste, der auf den Namen Frank Jacson ausgestellt war. Als Begründung für den Namenswechsel gab er an, er wolle damit dem belgischen Militärdienst entgehen. Das Paar verlobte sich und lebte eine Weile in New York City.
Im Oktober 1939 kam Mercader schließlich nach Mexiko-Stadt. Über Ageloff, die als Trotzkis Sekretärin arbeitete, lernte er das französische Ehepaar Marguerite und Alfred Rosmer kennen, das Trotzkis Enkel Wsewolod Wolkow aus Paris nach Mexiko gebracht hatte. Um die Rosmers zu besuchen, bekam er Zutritt zum Anwesen Trotzkis und traf dort am 28. Mai 1940, also nur wenige Tage nach dem ersten, erfolglosen Attentat, zum ersten Mal auf ihn. In der Folge besuchte er das Haus noch mehrere Male und freundete sich auch mit den Wächtern an. Trotzki schöpfte schließlich Verdacht: „Ich mag ihn nicht! Wer ist er eigentlich? Wir sollten mehr über ihn herausfinden.“

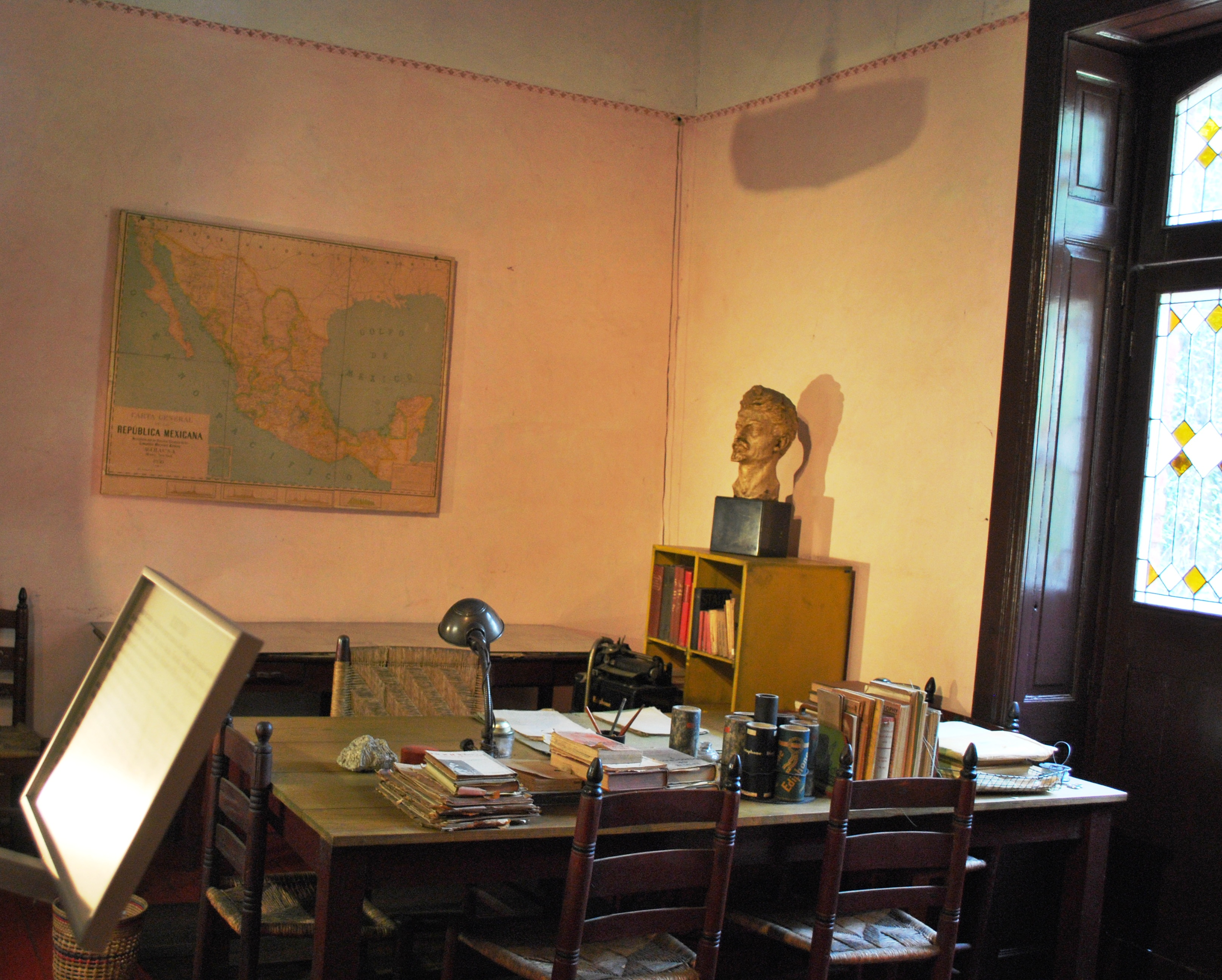
Der Tatort: Trotzkis Arbeitszimmer

Trotzdem gestattete Trotzki Mercader am 20. August 1940 einen weiteren Besuch, bei dem es schließlich zum Attentat kam. Mercader hatte einen Eispickel, einen Dolch und eine Pistole in seinem Mantel versteckt. Als Trotzki gegen 17.20 Uhr in einem mitgebrachten Aufsatz las, schlug Mercader mit dem Eispickel hinterrücks auf Trotzkis Schädel ein. Dieser konnte sich noch auf Mercader stürzen und ihm in die Hand beißen. Die herbeieilenden Leibwächter hätten Mercader umgehend getötet, wenn Trotzki sie nicht selbst gestoppt hätte: „Tötet ihn nicht! Dieser Mann hat eine Geschichte zu erzählen.“ Trotzki wurde in ein Krankenhaus gebracht, wo er am folgenden Tag, dem 21. August 1940, an seiner schweren Kopfverletzung verstarb.

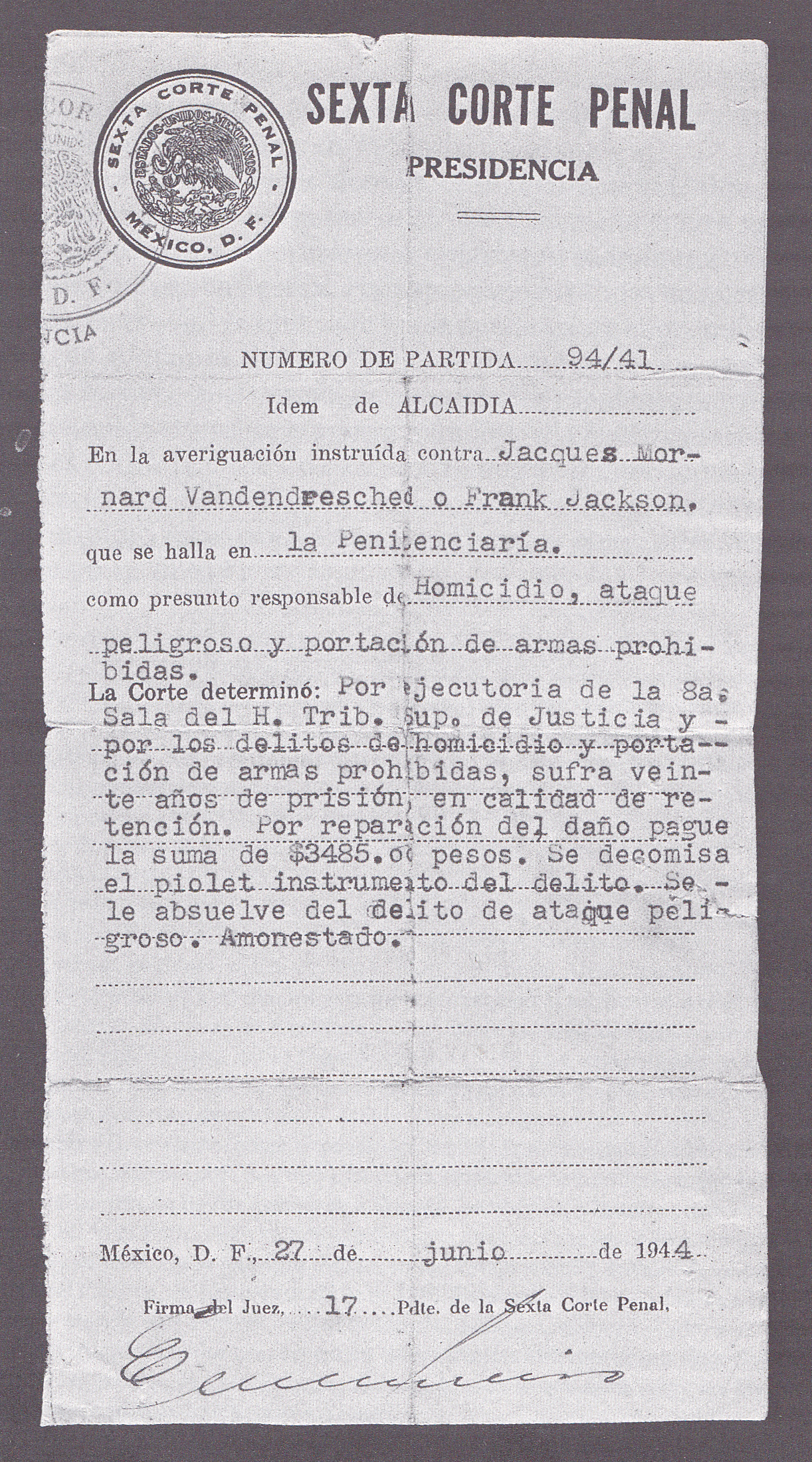
Das Urteil: 20 Jahre Haft wegen Mordes

Mercaders Mutter Caridad und ihr Lebensgefährte, der NKWD-Offizier Eitingon, warteten vor Trotzkis Anwesen in zwei Fluchtwagen. Als er nicht erschien, verließen die beiden das Land. Sylvia Ageloff wurde zunächst als Mittäterin verhaftet, die Vorwürfe wurden jedoch fallen gelassen.

### Die Verurteilung
Bei seiner Verhaftung gab Mercader seinen Decknamen Jacques Mornard an. Diese Identität wurde jedoch angezweifelt, als sich der echte Jacques Mornard an die Öffentlichkeit wandte. Mercader wurde des Mordes für schuldig befunden und zu 20 Jahren Gefängnishaft verurteilt. Da er keinerlei Reue zeigte, musste er die Strafe vollständig verbüßen. Vorbereitungen des NKWD zu seiner Befreiung (Operation „GNOME“) wurden abgebrochen, nachdem seine Mutter den Verdacht gehegt hatte, man wolle ihn in Wirklichkeit töten.

### Die letzten Jahre
Im August 1953 wurde Mercaders wahre Identität nach einem Vergleich seiner Fingerabdrücke enthüllt. Am 6. Mai 1960 wurde er aus dem Gefängnis Palacio de Lecumberri in Mexiko-Stadt entlassen. Von tschechoslowakischen Behörden wurde ihm ein Pass auf den Namen Jacques Vendendreschd ausgestellt. Mercader reiste auf dem Weg nach Osteuropa zuerst nach Kuba, wo er von der Castro-Regierung willkommen geheißen wurde. Danach lebte er in Prag und in Moskau, später angeblich auch in der DDR. Am 18. Oktober 1978 starb er in Havanna, wo er die letzten Jahre seines Lebens verbracht hatte, an Krebs. Mercader wurde auf Wunsch seiner Witwe auf dem Kunzewoer Friedhof in Moskau unter dem Namen Ramon Iwanowitsch Lopez beigesetzt.

## Auszeichnungen
Mercader wurde von Stalin bereits 1940 mit dem Leninorden ausgezeichnet. Der Orden wurde seiner Mutter übergeben. Ihm wurde nach seiner Haft am 31. Mai 1960 der Titel eines Helden der Sowjetunion (№ 11089) verliehen. Die Übergabe des Goldenen Sterns erfolgte im Jahre 1961 in Moskau. Er gehört zu den 21 Personen, die nicht Bürger der Sowjetunion waren und diese Ehrung erhielten.

## Literarische Verarbeitung des Attentats
Die Person Mercaders wird spielerisch-literarisch im Roman Der zweite Tod des Ramón Mercader von Jorge Semprún behandelt, außerdem in Trotzki im Exil von Peter Weiss aus dem Jahr 1970. Mercader steht weiterhin im Zentrum von Núria Amats 2011 auf Katalanisch erschienenen Roman Amor i guerra.
Der kubanische Autor Leonardo Padura schildert in seinem Roman Der Mann, der Hunde liebte in drei Erzählsträngen das Leben Ramón Mercaders, Leo Trotzkis Zeit im Exil und das Leben des kubanischen Schriftstellers Iván, der Mercader zufällig am Strand von Havanna begegnet.

## Darstellung auf der Bühne und im Film
- Das Theaterstück Variations on the Death of Trotsky (dt. Variationen über den Tod Trotzkis) von David Ives ist eine Komödie, die auf dem Attentat Mercaders auf Trotzki beruht.
- In dem BBC-Drama The Executioner (1966) übernahm Sandor Elès die Rolle Mercaders.
- Das Attentat: L.D. Trotzki – Tod im Exil (Regie: August Everding, 2 Teile, TV-BRD 1967), Dokumentarspiel mit Michael Degen als Frank Jacson/Mercader.
- Im Film Das Mädchen und der Mörder – Die Ermordung Trotzkis (1972) von Joseph Losey wird Jacson/Mercader von Alain Delon dargestellt. Richard Burton spielt Trotzki, Romy Schneider die getäuschte Sekretärin.
- Trotzki in Coyoacan, TV-BRD (ZDF, Produktion Sator Film, Hamburg) 1975, Regie: Rolf Busch, Drehbuch: Hartmut Lange, mit Josef Fröhlich als Jacson/Mercader.
- Eine spanische Dokumentation über das Leben von Mercader erschien 1996 unter dem Titel Asaltar los cielos.[14][15]
- El elegido (2016), ein spanisch-mexikanischer Spielfilm. Mit Alfonso Herrera als Ramón Mercader.

## Darstellung im Hörspiel
- Der Mann, der Hund liebte nach dem gleichnamigen Roman von Leonardo Padura; Hörspielbearbeitung: Uta-Maria Heim, Regie: Mark Ginzler, Produktion: SWR 2024.